# 러시아의 영토 확장

러시아의 확장 (1300–1945)

러시아의 영토 확장(러시아어: Формирование территории Русского государства)은 러시아 영토의 변화 양상을 다룬다. 주로 동쪽과 남쪽방향을 향했기 때문에 한국, 일본에서는 남하정책으로 부르기도 한다.
러시아 제국의 남하정책은 일본 관점에서의 명칭이고 한국 입장에서도 러시아는 남하하려고 했기 때문에 이 표현이 많이 사용되었다.

## 차르국과 러시아 제국

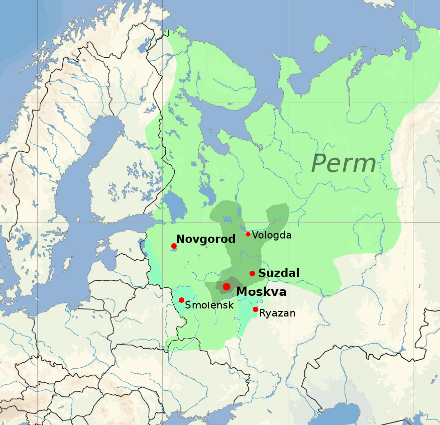
1390년에서 1533년 사이 Muscovy의 영토 개발

모스크바 대공국을 가리키는 러시아라는 명칭은 15세기 후반 등장하여 1547년 러시아 차르국이 성립되며 일반화했다. 이전의 역사는 키예프 루스 항목을 참고하라. 또 타타르인의 킵차크 칸국으로부터 1480년 독립한 것도 러시아라는 개념이 성립한 계기가 되었다. 이미 이반 3세 벨리키와 바실리 3세 통치기(1462~1533)에 노브고로드 공화국 (1478), 트베리 대공국 (1485), Pskov Republic(1510), 볼로콜람스크 (1513), 랴잔 대공국 (1521), 노우호로드시베르스키 공국(1522)을 합병하여 이미 모스크바 대공국의 국경은 상당히 확장된 상태였다.
1598~1613년까지의 정치적 불안정기 이후 로마노프가가 권력을 잡았고 차르국의 확장은 계속되었다. 서유럽이 신대륙을 식민지화하는 동안 러시아 차르국은 주로 동쪽과 남쪽의 육로를 따라 확장해나갔다.
이것은 수세기 동안 계속되어 19세기 말 러시아 제국은 흑해로부터 태평양까지 연결되었다. 러시아령 아메리카(1732-1867) 식민지와 아프리카에서의 짧았던 비공식적 식민지(사갈로, 지부티)까지 있었다.

## 러시아의 남하 정책

### 부동항과 남하 정책
러시아 남하정책의 주요 목적중 하나는 추위와 무관하게 얼지 않는 부동항의 획득이었다.
러시아는 광대한 영토를 가지고 있으나 대부분의 국토가 북부에 있어 흑해, 동해 연안과 무르만스크 지역, 칼리닌그라드 외엔 겨울에 항구가 얼어버린다. 따라서 군사행동에 제약이 많았으므로 누차에 걸쳐 부동항을 확보하기 위해 남하정책을 폈다.
러시아는 겨울이 길고 고위도여서 농업생산량이 낮기 때문에 따듯한 땅을 찾아 남하하는 경향이 있었다. 또 러시아인은 중앙권력의 통제를 전통적으로 싫어했고 아나키즘 경향도 있어 팽창지향적이기도 했다. 권력은 이를 이용해 척박한 토지가 개발되기를 기다렸다가 나중에 접수하곤 했다. 이런 행동은 외부에서 보기엔 다분히 우려스러운 영토확장 경향으로 보일 수 있다.
러시아의 이러한 움직임에 대한 서유럽의 대응은 19세기 유럽 역사의 주요 쟁점이 되었다.
러시아 제국의 남하정책은 발칸반도, 중앙아시아(그레이트 게임), 중국과 동아시아의 세 방면에서 이루어졌다. 러시아는 동방 정교회의 수장을 자처했고 범슬라브주의라는 민족주의까지 겹쳐 주변국가와 마찰을 일으켰고 오스만 제국, 오스트리아-헝가리 제국과 대립했다.
러시아 혁명 후 소련은 제국주의적인 팽창정책을 포기했지만 사회의주의 기지로 혁명을 수출하려 했기 때문에 여전히 서구의 경계대상이었다.

### 남하 정책의 양상
- 신성동맹에 참가하여 오스만 제국과 대립했다. 1700년 카를로비츠 조약에서 아조프해 해상권을 확보했다.
- 오스만 제국 지배하의 크림반도를 차지하려는 모습을 보였다. 예카테리나 2세 치하에서 캅카스까지 획득했다.
- 1853년 크림 전쟁에서 오스만 제국을 압도했으나 강대국이 오스만 편을 들어서 큰 이득을 얻지 못했다. 파리 조약 (1856년)에서 일부 전리품이 있었다.[注釈 1]
- 1854년 쿠릴 열도 전체와 사할린섬, 캄차카반도까지 표시한 지도(「改正蝦夷全図」)를 작성했다.
- 1855년 에도 막부와 러시아가 러일 화친 조약을 체결.
- 1858년 태평천국의 난과 제2차 아편 전쟁의 혼란속에서 청나라는 아무르강 북쪽과 외만주를 일부 내어주는 아이훈 조약을 체결. 결국 베이징 조약을 거쳐 러시아는 부동항인 블라디보스토크를 획득.
- 1875년 상트페테르부르크 조약 (1875년)을 체결하여 사할린 전체가 러시아령이 되었음.
- 1877년 러시아-튀르크 전쟁 (1877년-1878년)에서 승리하여 산스테파노 조약을 맺고 발칸반도의 맹주가 되었음. 여전히 범슬라브주의가 발칸의 문제였으며 이후 제1차 세계 대전의 도화선이 되었음.
- 청나라와 네르친스크 조약을 맺어 일찌감치 국경 획정.
- 1890년 시베리아 횡단 철도 착공.
- 1895년 삼국 간섭을 통해 뤼순을 조차지로 획득.
- 러시아의 해양 진출을 두려워한 영국과 일본이 영일 동맹체결.
- 1904년 러일 전쟁 발발.
- 1922년 러시아 혁명으로 소련이 성립하고 남하정책 중단.
- 제2차 세계 대전을 통해 소련은 중앙유럽을 위성국화했다.(철의 장막)
- 1945년에 소련-일본 전쟁으로 쿠릴 열도까지 점령
- 1970년대에도 남예멘의 아덴만, 베트남의 캄란만, 시리아의 타르투스, 이라크의 움카스르 등 꾸준히 부동항을 확보

### 내용주
1. ↑  パリ条約では黒海沿岸の基地の撤去と非武装化が決められ、これは、ロシア南下政策にとっては大きな挫折の第一歩を意味していた。また、クリミア戦争の敗北によってロシアの後進性が明らかになったことから、新帝アレクサンドル2世は大改革に乗り出し、1861年に農奴解放令を発布している。